# Life Show
Pour plus de détails, voir Fiche technique et Distribution.
Life Show (生活秀, Sheng huo xiu) est un film chinois de Huo Jianqi sorti en 2002, tiré du roman éponyme de Chi Li.

## Synopsis
A Shanghai, la jeune Lai Shuangyang, travaille le soir dans un restaurant au marché. Zhuo Xiongzhou, un fidèle client peu bavard, vient tous les soirs dans son restaurant pour déjeuner et admirer sa beauté.

## Fiche technique
- Titre original : 生活秀 (Sheng huo xiu)
- Titre français : Life Show
- Réalisation : Huo Jianqi
- Scénario : Sibelle Hu, d'après le roman de Chi Li
- Musique : Wang Xiao-Feng
- Directeur de la photographie : Su Ming
- Montage : Sun Jinglei
- Sociétés de production : China Film Group, Beijing Film Studio
- Pays :  Chine
- Langue : Mandarin
- Format : Couleur - 1.85:1 - Dolby
- Genre : Drame
- Durée : 1h46 minutes
- Date de sortie : 2002

## Distribution
- Tao Hong : Lai Shuangyang
- Tao Zeru : Zhuo Xiongzhou
- Pan Yueming : Jiu-Jiu
- Yang Yi : Mei
- Luo Deyuan : le directeur Zhang
- Zhang Shihong : Lai Shangyuan
- Wu Ruixue : Xido Jin
- Li Xidochen : Duo-er
- Liu Ming : le fils du directeur
- Jiang Mingxido : Chong-de, le père de Lai Shuangyang
- Zheng Meizhu : la belle-mère
- Guan Jiange : Mme Ma